# Bouhans
Bouhans é uma comuna francesa na região administrativa de Borgonha-Franco-Condado, no departamento Saône-et-Loire. Estende-se por uma área de 10,5 km². Em 2010 a comuna tinha 183 habitantes (densidade: 17,4 hab./km²).